# Kidal (region)

Kidal är en av Malis administrativa regioner och är belägen i den nordöstra delen av landet, med gräns mot Algeriet i norr och en kort gränssträcka mot Niger i öster. Den administrativa huvudorten och enda större orten är Kidal. Regionen befolkas till stor del av tuareger och är mycket glest befolkad, med nomadism som utbredd livsstil. 

## Administrativ indelning
Regionen är indelad i fyra kretsar (franska cercles):
- Abeïbara
- Kidal
- Tessalit
- Tin-Essako

Dessa fyra kretsar är i sin tur indelade i sammanlagt elva kommuner.